# Грицюк Іван Григорович
Іван Григорович Грицюк (2 травня 1903, Кордишівка — 23 липня 1978, Київ) — міністр харчової промисловості УРСР, ректор Київського технологічного інституту харчової промисловості в 1943—1947 і в 1963—1970 роках. Депутат Верховної Ради УРСР 3-го скликання.

## Біографія
Народився 2 травня 1903 року в селі Кордишівка (нині Вінницького району Вінницької області) в селянській родині. У 1915 році закінчив церковнопарафіяльну школу, підробляв чорноробом на Степанівському цукровому заводі, згодом влаштувався робітником-ремонтником на залізницю.
В 1920-х роках юнак навчався на робфаці Кам'янець-Подільського сільськогосподарського інституту. У 1929 році закінчив Київський інститут народного господарства, здобувши кваліфікацію інженера харчової промисловості і почав працювати у відділі технічного нормування, де згодом обійняв посаду начальника планового управління об'єднання «Укрспирт». Брав участь в організації технікуму спиртової промисловості на базі Чечельницької профшколи.
У 1930 році залучений до перебудови вищої школи. Працював над відкриттям першого в УРСР спеціального вищого навчального закладу для підготовки кадрів харчової промисловості — Київського технологічного інституту харчової промисловості. Далі навчався в аспірантурі, викладав на кафедрі бродильних виробництв, читаючи курс «Техніко-хімічний контроль», займався науковими дослідженнями.
У роки радянсько-німецької війни добровільно вступив до винищувального батальйону, брав участь у зведенні оборонних укріплень навколо Києва, готував до евакуації у тил найцінніше інститутське обладнання. Згодом потрапив до Воронежа, де викладав у Воронезькому хіміко-технологічному інституті. У жовтні 1941 року був викликаний до Москви і направлений начальником нейтральної хімічної лабораторії Кіровського спиртотресту. В квітні 1942 року, як фахівець, що мав теоретичну та практичну підготовку, отримав урядове завдання очолити на посаді головного інженера будівництво спиртового заводу в селі Верховино Кіровської області. Завод достроково здав перший спирт 6 листопада 1943 року. Невдовзі був відвойований Київ і Івана Григоровича наказом від 23 грудня 1943 року призначено ректором Київського технологічного інституту харчової промисловості імені Анастаса Івановича Мікояна.
Повернувшись до Києва, Іван Григорович очолив роботу по відродженню інституту. Навчальні корпуси, гуртожитки, культурно-побутові приміщення, що знаходились на Солом'янці, були зруйновані. І. Г. Грицюк вирішив не відбудовувати інститут на старому місці, а будувати його на новому, піднявши питання про виділення будівельного майданчика. Урядом УРСР було надано дозвіл будувати між вулицями Володимирською, Тарасівською і Гетьмана Павла Скоропадського. Крім будівництва Іван Григорович розпочав пошук кваліфікованих викладачів. Вже 20 січня 1944 року був проведений перший набір студентів.
У березні 1947 році Іван Грицюк за рішенням Уряду УРСР та Верховної Ради УРСР призначений міністром смакової промисловості УРСР. Після об'єднання 10 березня 1949 року міністерств смакової та харчової промисловості УРСР в міністерство харчової промисловості працював 1-м заступником міністра, а з 23 грудня 1949 по квітень 1953 року — міністром харчової промисловості УРСР. У квітні — жовтні 1953 року — 1-й заступник міністра легкої і харчової промисловості Української РСР.
З жовтня 1953 по 31 травня 1957 року — заступник міністра промисловості продовольчих товарів УРСР. З червня 1957 до грудня 1962 (оф. до квітня 1963) року — заступник голови Ради народного господарства (раднаргоспу) Київського економічного адміністративного району.
У квітні 1963 року Іван Грицюк знову повернувся до КТІХП як ректор. Під його керівництвом було створено ряд нових факультетів.

Могила Івана Грицюка

У 1970 році Іван Григорович вийшов на пенсію, проте продовжував працювати у рідному інституті доцентом кафедри бродильних виробництв. Помер у 1978 році від серцево-судинної хвороби. Похований в Києві на Байковому кладовищі.

## Праці, нагороди
Іван Грицюк опублікував 23 наукові праці, в тому числі підручник «Технология ликеро-водочного производства» (у співавторстві), який був перекладений на польську та румунську мови, навчальний посібник «Химико-технологический контроль бродильных производств».
Нагороджений орденом Леніна (23.01.1948), багатьма медалями та Почесними грамотами Урядів СРСР і УРСР.